# استان کولنا
استان کولنا (به لاتین: Khulna Division) یک استان در بنگلادش است.

## خصوصیات
استان کولنا ۲۲٬۲۸۴٫۲۲ کیلومترمربع مساحت و ۱۵٬۶۸۷٬۷۵۹ نفر جمعیت دارد.